# Себастиан Шаумян
Себастиан Константинович Шаумян (на руски: Себастиа́н Константи́нович Шаумя́н; на английски: Sebastian Shaumyan; р. 27 февруари 1916 г., Тбилиси — п. 21 януари 2007 г., Лондон) е съветски и американски лингвист.
Автор е на изследвания по теоретична лингвистика и семиотика. През 1960-те години е сред най-известните в СССР последователи на структуралистките методи във фонологията и граматиката. От 1975 г. е в емиграция в САЩ, професор в Йейлския университет (от 1986 г. почетен професор в пенсия).

## Биография

### Образование
Себастиан Шаумян е роден на 27 февруари (14 февруари по стар стил) 1916 г. в Тифлис (днес Тбилиси), където в навечерието на социалистическата революция се срещат множество различни култури и езици. През детството си боледува много и учи с частни учители. При избора на професионалния си път отначало се колебае: слуша курс по химия в техникума, а след това учи немски и английски в допълнение към арменския, грузинския и руския, които вече владее. Откровението го спохожда, когато се запознава с „Курс по обща лингвистика“ на Сосюр. Завършва филология в Тбилиския университет. Втората световна война прекъсва академичните му занимания: участва в битките за Керч, която два пъти е окупирана от нацистите, след което подава заявление с молба да го изпратят на предната фронтова линия, но вместо това получава назначение в Главното разузнавателно управление в Москва (ГРУ). В ГРУ той ръководи проследяването и обработката на чуждестранните радиоизлъчвания.

### Съветски структурализъм
През 1950 г. той дръзко и със самочувствие се включва във фонологическите дебати, защитавайки трудовете на Николай Трубецкой и Роман Якобсон (централните фигури на Пражкия лингвистичен кръжок), за което опонентите му го обвиняват в „идеализъм“ и „формализъм“.
Под влияние на Ноам Чомски, когото на Шаумян се налага да защитава от обвинения във формализъм. Шаумян работи над създаването на така наречения приложен генеративен модел на езика. В крайна сметка получава докторска степен през 1962 г. В началото на 60-те години той е сред създателите на Отделението по структурна и приложна лингвистика в Московския държавен университет. След това създава Сектора по структурна лингвистика в Института по руски език към Академията на науките на СССР в Москва (1965), чийто ръководител е до 1975 г. Издава серия от книги, много от които са написани в съавторство с московската му колега Полина Аркадиевна Соболева: „Аппликативная порождающая модель и исчисление трансформаций в русском языке“ (1963), „Структурная лингвистика“ (1965), „Основы порождающей грамматики русского языка: введение в генотипические структуры“ (1968), „Философские вопросы теоретической лингвистики“ (1971), „Аппликативная грамматика как семантическая теория естественного языка“ (1974). Всички те са преведени на английски и други езици.
Като активен член на комунистическата партия (по собствените му думи, той можел „не съвсем зле да цитира Маркс“), Шаумян използва партийното си положение, за да защитава колеги. Партийното му положение, както и световното му признание като лингвист му дава възможност да пътува зад граница, той посещава Полша, Германия и САЩ, прекарва една година в Единбургския университет през 1968 г.

### Емиграция в САЩ
През 1975 г. на 60-годишна възраст, заплашен от бързо пенсиониране заради търканията си с академичните власти, възползвайки се от разрешената му възможност да емигрира, Шаумян заминава за Съединените щати, където е поканен за професор по славистика в Йейлския университет по препоръка на Роман Якобсон, който по това време работи в Харвардския университет. По това време излизат две книги на Шаумян в съавторство с Жан-Пиер Декле и Златка Генчева.
През 1986 г. Себастиан Шаумян се пенсионира и става почетен професор на Йейлския университет, продължавайки да работи активно. През 1987 г. в издателството на Индианския университета (Indiana University Press) е отпечатана книгата му „Семиотична теория на езика“, работи по проект за „инженерна семиотика“ заедно с компания в Ню Йорк, участва редовно в конференции. През 1997 г. получава стипендия на фондация „Фулбрайт“ и в течение на 10 месеца работи в Москва. През 2005 г.на 89-годишна възраст той отново печели едногодишна стипендия „Фулбрайт“ за работа в Москва. През 2006 г. е издадена последната му книга „Знаци, разум и реалност“ (в издателство „Джон Бенджаминс“), с интригуващото подзаглавие „теория на езика като народен модел на света“.
Късните трудове на Шаумян са посветени на фундаменталните проблеми на лингвистиката. Те съдържат остра критика на Ноам Чомски заради неспособността му да отграничи кое всъщност принадлежи на зоната на изследванията на лингвистиката.
Напуска този свят на 21 януари 2007 г. в дома си в Ню Хейвън, щата Кънектикът, САЩ, както си седи в креслото, потънал в четене на „Декамерон“ на Бокачо в превод на руски език.
Със съпругата си Мария имат три деца – поет и математик, компютърен специалист и философ лингвист, които сякаш са си поделили гения на своя баща.

## Избрана библиография
- Структурная лингвистика (1965)
- Applicational Grammar as a Semiotic Theory of Natural Language (1975)
- A Semiotic Theory of Language (1987)
- Signs, Mind and Reality (2006)